# 初陣
初陣（ういじん）とは、初めて戦いに参加すること、またはその戦いのことをさす。現代では転じて、スポーツの競技会などに初めて出場した場合や、未経験の事柄に臨むこと全般を指して使われる。
日本の武家社会においては、初めて戦闘行為に参加することは、武門に生をうけた者の正念場とされ、それだけに初陣での高名（こうみょう）は武勇の誉れとされた。武士の子弟が初陣を迎える年齢は個人差があり、多くの場合は元服後に、稀に元服前に、ほとんどは10代前半であったが、親は子供の将来の安寧を願い必ず勝てる楽な戦いに参加させることが多かったが、平穏な時代や地域によって事情が異なる事があるので、毛利元就の20歳や長宗我部元親の22歳など遅い例もある。

## 初陣の例
※は異説のあるもの、記録がはっきりしないもの。
| 名前                     | 年齢 | 時期               | 戦い                               | 備考                         |
| ------------------------ | ---- | ------------------ | ---------------------------------- | ---------------------------- |
| 源頼朝                   | 13歳 | 1159年（保元4年）  | 六波羅合戦（平治の乱）             | 敗戦・捕虜となる             |
| 毛利元就                 | 20歳 | 1517年（永正14年） | 有田中井手の戦い                   | 武田元繁・熊谷元直を討ち取る |
| 北条氏康                 | 15歳 | 1530年（享禄3年）  | 小沢原の戦い                       | 戦功あり                     |
| 武田晴信                 | 16歳 | 1536年（天文5年）  | 海ノ口城の平賀玄信攻め             | 攻略                         |
| 毛利少輔次郎（吉川元春） | 11歳 | 1541年（天文10年） | 吉田郡山城の戦い                   | 元服前                       |
| 長尾景虎（上杉謙信）     | 13歳 | 1543年（天文12年） | 栃尾城の戦い※                      | 防戦                         |
| 織田信長                 | 14歳 | 1547年（天文16年） | 大浜攻め                           | 戦闘なし。放火のみ           |
| 島津義久                 | 22歳 | 1554年（天文23年） | 岩剣城攻め                         | 弟義弘と歳久と同時初陣       |
| 松平元康（徳川家康）     | 17歳 | 1558年（弘治4年）  | 寺部城の戦い                       | 城下の放火                   |
| 長宗我部元親             | 22歳 | 1561年（永禄4年）  | 長浜の戦い                         | 弟吉良親貞と同時初陣         |
| 伊達政宗                 | 15歳 | 1581年（天正9年）  | 矢野目館の戦い（相馬義胤との戦い） |                              |
| 石田三成                 | 22歳 | 1581年（天正9年）  | 洲本城攻め※                        |                              |